# Marlis Hochbruck

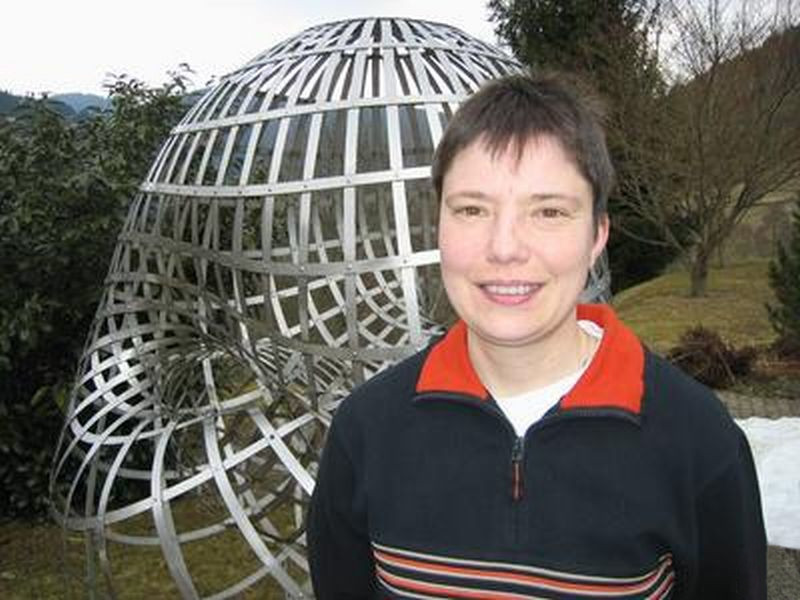
Marlis Hochbruck, Oberwolfach 2006

Marlis Hochbruck (* 12. Juni 1964 in Krefeld) ist eine deutsche Mathematikerin, die sich mit Numerischer Mathematik und Technomathematik befasst.
Hochbruck studierte nach dem Abitur in Krefeld ab 1983 Angewandte Mathematik (Technomathematik) an der Universität Karlsruhe (KIT), an der sie 1992 bei Wilhelm Niethammer promoviert wurde (Lanczos und Krylov-Verfahren für nicht-Hermitesche lineare Systeme). 1991 studierte sie auch am Ames Research Center der NASA in Moffett Field. Als Post-Doktorandin war sie 1992 an der Universität Zürich und Assistentin in Würzburg und ab 1994 in Tübingen, wo sie sich 1997 habilitierte (The Padé Table and its Relation to Certain Numerical Algorithms). 1997/98 hatte sie eine Vertretungsprofessur in Technomathematik an der Universität Kaiserslautern und erhielt 1998 ein Heisenberg-Stipendium der DFG. Ab 1998 war sie Professorin für Angewandte Mathematik an der Heinrich-Heine-Universität Düsseldorf, deren Lehrpreis sie 2009 erhielt. Seit 2010 ist sie Professorin für Angewandte und Numerische Mathematik am KIT. Seit 2011 ist sie dort Sprecherin des Graduiertenkollegs Analysis, Simulation und Design nanotechnologischer Prozesse. 2015 holte sie den SFB Wellenphänomene: Analysis und Numerik an das KIT.
Sie befasst sich unter anderem mit numerischer linearer Algebra (Matrixfunktionen, Iterationsmethoden für große lineare Gleichungssysteme), numerischen Lösungen von Wellenphänomenen und Evolutionsgleichungen und Hamiltonschen Systemen (z. B. Symplektisches Eulerverfahren, Symplektische und Exponentielle Integratoren) mit Anwendungen zum Beispiel auf Laser-Plasma-Wechselwirkung, Plasmaphysik, Nanotechnologie, Molekulardynamik-Simulation und die zeitabhängigen Schrödinger- und Maxwellgleichungen.
2014 wurde sie Vizepräsidentin der Deutschen Forschungsgemeinschaft (DFG), in deren Senat sie seit 2011 ist. Seit 2014 ist sie im wissenschaftlichen Beirat des Weierstraß-Instituts für Angewandte Analysis und Stochastik (WIAS) in Berlin.
Ab 2010 war sie Mitherausgeberin des SIAM Journal on Matrix Analysis and Applications und seit 2012 der Electronic Transactions on Numerical Analysis (ETNA).

## Schriften (Auswahl)
- Mit Mathematik zu verlässlichen Simulationen: numerische Verfahren zur Lösung zeitabhängiger Probleme. In: Katrin Wendland, Annette Werner (Hrsg.): Facettenreiche Mathematik: Einblicke in die moderne mathematische Forschung für alle, die mehr von Mathematik verstehen wollen. Vieweg+Teubner, Wiesbaden 2011, ISBN 978-3-8348-1414-2, S. 191–214.
- mit A. Ostermann: Exponential integrators, Acta Numerica, Band 19, 2010, S. 209–286
- mit Jörg M. Sautter: Mathematik fürs Leben am Beispiel der Computertomographie, Mathematische Semesterberichte, Band 49, 2002, S. 95–113
- mit C. Karle, J. Schweitzer,  E. W. Laedke, K. H. Spatschek: Numerical solution of nonlinear wave equations in stratified dispersive media, J. Comp. Phys., Band 216, 2006, S. 138–152
- mit Christian Lubich: On Krylov subspace approximations to the matrix exponential operator. In: SIAM Journal on Numerical Analysis. Band 34, Nr. 5, 1997, ISSN 0036-1429, S. 1911–1925.